# Anne Vallayer-Coster

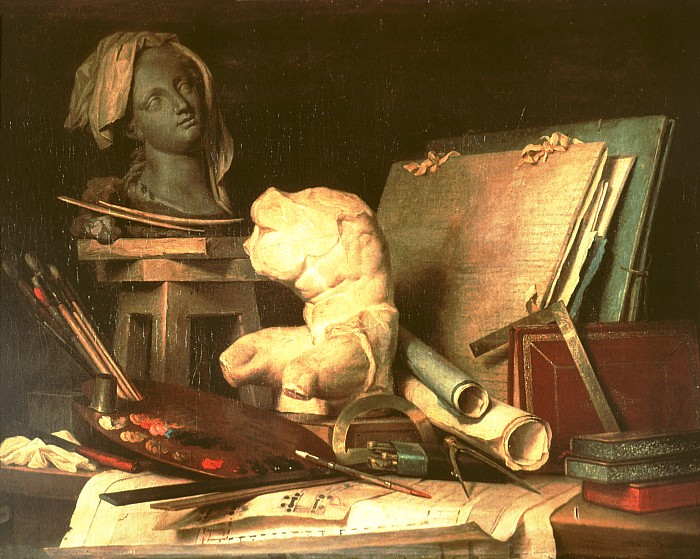
Anne Vallayer-Coster, Atrybuty malarstwa, rzeźby i architektury (1769)

Anne Vallayer-Coster (ur. 21 grudnia 1744 w Paryżu, zm. 28 lutego 1818 tamże) – francuska malarka okresu klasycyzmu.
Córka paryskiego złotnika i miniaturzysty była uczennicą Madelaine Francoise Basseporte i Claude’a Josepha Verneta. W 1781 poślubiła adwokata i polityka Jean-Pierre’a Costera.
Malowała martwe natury (kwiaty, owoce, instrumenty muzyczne, atrybuty sztuki) oraz portrety. Obok Chardina i Oudry'ego była uważana za najlepszego malarza martwych natur w osiemnastowiecznej Francji.

## Wybrane dzieła
- Atrybuty malarstwa, rzeźby i architektury (1769) – Paryż, Luwr
- Atrybuty sztuki (1769) – Paryż, Luwr
- Kosz śliwek (1769) – Clevelend, Museum of Art
- Kwiaty w wazonie (1775) – Cambridge, Fitzwilliam Museum
- Martwa natura z brzoskwiniami i winogronem (1779) – Ottawa, National Gallery of Canada
- Martwa natura z pękatą butelką – Berlin, Gemaeldegalerie
- Martwa natura z pękiem morskich roślin, muszlami i koralami (1769) – Paryż, Luwr
- Martwa natura z szynką, butelkami i rzodkiewką (1767) – Berlin, Gemaeldegalerie
- Waza, homar i owoce (1817) – Paryż, Luwr